# Eupithecia omniparens
Eupithecia omniparens är en fjärilsart som beskrevs av Karl Dietze 1908. Eupithecia omniparens ingår i släktet Eupithecia och familjen mätare. Inga underarter finns listade i Catalogue of Life.